# Försöksperson
En försöksperson (ibland benämnd försökskanin) är en person som deltar i ett vetenskapligt experiment. Försökspersoner används för att pröva nya läkemedel, men experimenten kan också handla om mindre ingrepp eller psykologiska försök. En försöksperson måste vara det av egen fri vilja och måste ha gjort ett välinformerat val att vara med. Han eller hon ska också få sluta när som helst utan krav på motivering. Helsingforsdeklarationen tar upp de etiska regler som ska råda vid försök på människor.

## Läkemedelsprövningar
Alla läkemedel måste genomgå djurstudier på minst två djurslag innan det kan ges till mänskliga försökspersoner. Försöken på människor görs sedan i 3 faser.
- Fas I studier görs på ett fåtal friska frivilliga för att se om läkemedlet tolereras av människor och få en aning om lämplig dos. I denna grupp ingår oftast inte fertila kvinnor.

- Fas II studier görs på en liten homogen grupp patienter. De har ofta väldigt likartad sjukdom och får inte äta andra läkemedel. I denna grupp ingår både män och kvinnor.

- Fas III studier görs på större och lite mer varierade patientpopulationer. Här kan till exempel läkemedlets effekt på gamla undersökas. I denna grupp ingår män, kvinnor och ibland speciella grupper som äldre och barn.

Efter fas III kan läkemedelsföretaget ansöka om att deras preparat ska bli godkänt. När produkten är ute på marknaden fortsätter så kallade Fas IV studier, bland annat för att se till att inga allvarliga, oväntade biverkningar dyker upp.